# Schwellbrunn
Schwellbrunn is een gemeente en plaats in het Zwitserse kanton Appenzell Ausserrhoden.
Schwellbrunn telt 1.492 inwoners.
Bühler · Gais · Grub · Heiden · Herisau · Hundwil · Lutzenberg · Rehetobel · Reute · Schönengrund · Schwellbrunn · Speicher · Stein · Teufen · Trogen · Urnäsch · Wald · Waldstatt · Wolfhalden · Walzenhausen
- Historisch woordenboek van Zwitserland: 001296
- Virtual International Authority File: 241207377
- WorldCat: E39PBJmTr7xbKXkm84wMG9PG73